# Pulau Baras
Pulau Baras är en ö i Indonesien.   Den ligger i provinsen Papua, i den östra delen av landet, 3 200 km öster om huvudstaden Jakarta.